# ذوي ثابت
توجد بلدية ذوي ثابت في ولاية سعيدة تحدها شمالا بلدية سيدي بوبكر وشرقا بلدية سعيدة وغربا بلدية يوب وجنوبا بلدية عين الحجر وهي بلدية تعدادها السكاني حوالي 28000 نسمة يمارس الزراعة كمصدر أساسي